# Afrothismia winkleri
Afrothismia winkleri là một loài thực vật thuộc họ Burmanniaceae. Loài này có ở Cameroon, Nigeria, và có thể cả Uganda. Môi trường sống tự nhiên của chúng là rừng ẩm vùng đất thấp nhiệt đới hoặc cận nhiệt đới. Chúng hiện đang bị đe dọa vì mất môi trường sống.